# Demopolis
Demopolis ist eine City im Marengo County, Alabama, USA. Bei der Volkszählung aus dem Jahr 2020 hatte Demopolis 7162 Einwohner. Der Ort liegt am Zusammenfluss von Tombigbee River und Black Warrior River und hat eine Gesamtfläche von 32,3 km²; davon sind 31,7 km² Land.

## Geschichte
Demopolis wurde von einer Gruppe Bonapartisten gegründet, die nach dem Sturz Napoleon Bonapartes in die Vereinigten Staaten flüchteten. Sie kamen zuerst in Philadelphia, Pennsylvania an, ließen sich dann aber in Alabama in Erwartung eines besseren Klimas für die Landwirtschaft nieder. Der 1949 gedrehte Western In letzter Sekunde mit John Wayne behandelt die Gründung von Demopolis als Thema.

## Demographie
Nach der Volkszählung aus dem Jahr 2000 hatte Demopolis 7540 Einwohner, die sich auf 3014 Haushalte und 2070 Familien verteilten. Die Bevölkerungsdichte betrug somit 238 Einwohner/km². 47,75 % der Bevölkerung waren weiß, 50,9 % afroamerikanisch. In 34,9 % der Haushalte lebten Kinder unter 18 Jahren. Das Durchschnittseinkommen betrug 26.481 Dollar pro Haushalt, wobei 30,6 % der Bevölkerung unterhalb der Armutsgrenze lebten.